# Aeschynanthus sinolongicalyx
Aeschynanthus sinolongicalyx är en tvåhjärtbladig växtart som beskrevs av Wen Tsai Wang. Aeschynanthus sinolongicalyx ingår i släktet Aeschynanthus och familjen Gesneriaceae. Inga underarter finns listade i Catalogue of Life.